# IC 2497
IC 2497 è una galassia a spirale situata nella costellazione del Leone Minore e visibile nelle vicinanze dell'oggetto intergalattico noto come Hanny's Voorwerp.
La galassia era in origine un quasar, la cui luce illumina l'Hanny's Voorwerp che la riflette sotto forma di eco luminosa del quasar attualmente estinto.

## Descrizione
La galassia IC 2497 è situata nella costellazione del Leone Minore a circa 45 000–70 000 anni luce (14 000–21 000 pc) di distanza da Hanny's Voorwerp.
Il quasar risulta essersi esaurito circa 70.000 anni fa. Questo valore comporta una revisione delle attuali teorie sull'attività dei quasar, perché si è estinto in tempi moto più rapidi di quanto precedentemente ritenuto possibile, e risulta inoltre molto più freddo di quanto precedentemente ipotizzato.
La galassia è attualmente da 100 a 100.000 volte meno luminosa di quando il quasar illuminò Hanny's Voorwerp.